# 棕色遁蛛
棕色遁蛛（學名：Loxosceles reclusa），也譯為褐色隱蛛、棕色隱遁蛛，提琴背蜘蛛（fiddleback spider），棕色提琴蜘蛛（brown fiddler）、提琴蜘蛛（violin spider）、隐居褐蛛，但提琴蜘蛛這稱號可用於同属的其他成員。它屬於平甲蛛屬，是一種有毒蜘蛛，生活於北美洲南部，與紅頭平甲蛛、智利隱蛛屬同一個科，都是有劇毒的蜘蛛。
身長約6-20公釐之間，但也有可能長得更大。毒性強，被咬傷者很快就會出現紅斑、潰爛、噁心的症狀，孩童被咬後的反應尤其激烈，2014年就曾有一名5歲的美國男童在被咬後的一天內死亡。

## 外部連結
- 維基物種上的相關：棕色遁蛛